# 음력 1월 18일
음력 1월 18일은 음력 1월의 18번째 날이다.

## 사건
- 2003년 - 대구 지하철 화재 참사로 192명 사망, 148명 부상, 6명 실종.
- 2014년 - 경주 마우나오션리조트 체육관 붕괴 사고. 대한민국 경상북도 경주시 양남면 마우나 오션 리조트 내 강당 천정이 쌓인 눈의 무게를 견디지 못하고 붕괴되어 오리엔테이션 중이던 부산외국어대학교 신입생 110여 명이 매몰, 사망자 10명을 포함하여 134명의 사상자 발생.

## 탄생
- 1989년 - 대한민국의 배우 김수연.
- 1990년 - 대한민국의 배우 정연주.
- 1999년 - 대한민국의 가수 예리. (레드벨벳)

## 사망
- 1997년 - 방송PD 이한영.

## 같이 보기
- 음력 360일: 1월 2월 3월 4월 5월 6월 7월 8월 9월 10월 11월 12월
- 전날:1월 17일 다음날:1월 19일 - 전달:12월 18일 다음달:2월 18일
- 양력:1월 18일
- 음력, 윤달